# Filico di Corcira
Filico (in greco: Φίλικος; in latino: Philiscus Corcyraeus o Philiscus Epigrammaticus; fl. III secolo a.C.) è stato un poeta greco antico del III secolo a.C., uno dei sette poeti della Pleiade.

## Biografia
Non si sa molto di Filico. Nato probabilmente a Corcira, l'odierna Corfù, sarebbe stato sacerdote di Dioniso e, come poeta tragico, avrebbe lavorato ad Alessandria d'Egitto alla corte di Tolomeo II Filadelfo, re dal 285 al 247 a.C. Gli si attribuiscono numerose tragedie, da 24 a 42, non destinate probabilmente alla rappresentazione scenica ma alla lettura, nessuna delle quali comunque ci è pervenuta. Gli si attribuiva l'ideazione dell'esametro coriambico, metro che dal suo nome veniva chiamato Philicio dai grammatici antichi, ma che secondo Efestione era stato già impiegato da Simmia di Rodi, sebbene non per interi poemi.

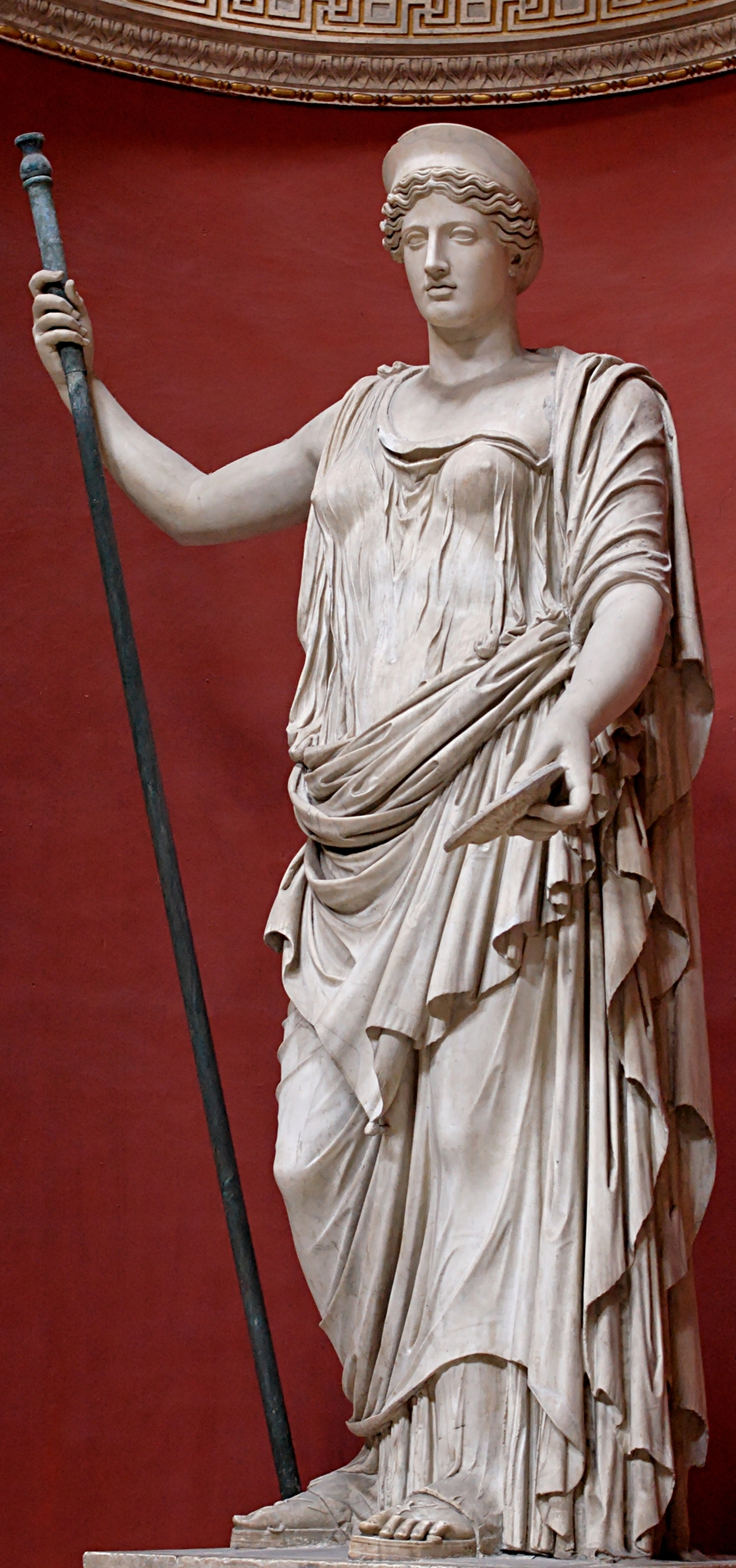
Demetra, Museo Pio-Clementino

## Inno a Demetra
Di Filico ci resta un Inno a Demetra in esametri coriambici proveniente da un papiro egiziano del III secolo a.C., contemporaneo pertanto al periodo della composizione, pubblicato parzialmente da Medea Norsa nel 1927 e completamente da Carlo Gallavotti nel 1931. Dell'Inno a Demetra rimangono 62 versi, dei quali 50 sono molto lacunosi. L'identificazione è avvenuta grazie al primo verso, citato da Efestione. La maggior parte del carme è talmente lacunoso che non è possibile ricostruirne il contenuto.